# Зеленка, Томаш
То́маш Зеле́нка (чеш. Tomáš Zelenka; род. 5 января 1991) — чешский кёрлингист.
В составе мужской сборной Чехии участник зимней Универсиады 2015.

## Команды
| Сезон | Четвёртый    | Третий           | Второй      | Первый    | Запасной                            | Турниры           |
| ----- | ------------ | ---------------- | ----------- | --------- | ----------------------------------- | ----------------- |
| 2015  | Якуб Сплавец | Криштоф Халоупек | Мартин Юрик | Ян Седлар | Томаш Зеленка тренер: Карел Кубешка | ЗУ 2015 (6 место) |

(скипы выделены полужирным шрифтом)